# Fussballclub Winterthur 2015-2016
Questa voce raccoglie le informazioni riguardanti il Fussballclub Winterthur nelle competizioni ufficiali della stagione 2015-2016.

## Stagione

### Preparazione
La nuova stagione del Winterthur prese il via col botto quando il presidente pluriennale, Hannes W. Keller, rese noto alla stampa le dimissioni dal suo incarico. Fu proprio lui, nel 2001, a rilevare la società in piena crisi finanziaria, risollevandone la sorte e sostenendola economicamente durante tutti questi anni. Dichiarerà in seguito la proprià disponibilità per altri due anni, termine dopo il quale il Winterthur dovrà cavarsela con le proprie gambe.
Dal punto di vista sportivo, l'FCW diede inizio alla preparazione con due nuovi innesti, tra i quali figuravano il portiere David von Ballmoos, proveniente dalla primavera dello Young Boys, e il centrocampista difensivo Marco Mangold dal Thun. Poco dopo la ripresa degli allenamenti venne inoltre perfezionato l'accordo con il Lucerna per il prestito di Claudio Holenstein, il quale collezionò la sua ultima presenza tra le file del Wohlen. A causa del ritiro dal calcio giocato da parte di Stefan Iten, la fascia da capitano fu assegnata a Patrick Bengondo, considerato da tutti un beniamino tra i tifosi. Le prime quattro amichevoli videro il Winterthur affrontare lo YF Juventus, militante in Promotion League, e tre rappresentative della Super League, il Grasshoppers, lo Zurigo e il Lucerna, collezionando complessivamente un pareggio e tre sconfitte. Per l'ultima amichevole prima della ripresa del campionato furono invitati i tedeschi del FC St. Pauli, già ospiti in passato della Schützenwiese, nel 2011 e 2012. In un caldo pomeriggio d'estate, davanti a 4 300 spettatori, il Winterthur uscì sconfitto per 0-1.

### Girone di andata
In merito agli obiettivi stagionali, il quotidiano cittadino Der Landbote titolò che l'FCW doveva «semplicemente migliorare» rispetto alla passata stagione e trovare maggiore continuità nei risultati. Tuttavia, la squadra non riuscì a soddisfare le aspettative, esordendo con due sconfitte e un pareggio prima di aggiudicarsi le prime due vittorie. L'andamento altalenante proseguì con solo otto punti nelle prime sette giornate e appena due lunghezze di vantaggio sull'ultimo posto occupato dall'Aarau. Nel frattempo il Winterthur si rafforzò ulteriormente con gli ingaggi di Guillaume Katz, difensore pluriennale del Losanna, e il centrocampista Musa Araz, capitano della nazionale Under-20 della Svizzera. Quest'ultimo venne girato in prestito dal Basilea dopo aver vestito la maglia del Le Mont nella passata stagione.
Anche nei seguenti turni di campionato la squadra non riuscì a distanzarsi nettamente dalle ultime posizioni, peccando sempre in continuità di risultati. Così, dopo sedici giornate e due sconfitte consecutive, l'FCW si ritrovò nuovamente penultimo. Fu allora che la dirigenza decise di sollervare l'allenatore Jürgen Seeberger dal suo incarico, affidando la squadra a Dario Zuffi e Umberto Romano, rispettivamente allenatori della selezione Primavera e Under-18, con il compito di traghettarla fino alla pausa invernale. Sotto la loro guida tecnica il Winterthur vinse le ultime due partite che lo videro contrapposto al Chiasso e il Bienna, concludendo il girone di andata al terzo posto in classifica con 25 punti.
La squadra si congedò dal proprio pubblico con 7 punti di vantaggio sull'ultimo posto in classifica. Da'altro canto, gli 11 punti di distacco dal leader Losanna non permisero ai leoni di migliorare il proprio rendimento rispetto alla passata stagione. L'insoddisfacente prima fase si riflesse anche sulle valutazioni dei giocatori attribuite dal quotidiano cittadino Der Landbote, per il quale nessuno rese oltre alla sufficienza.

### Girone di ritorno
Prima della fine dell'anno venne reso noto l'ingaggio di Sven Christ come nuovo allenatore. Gli allenamenti ripresero tradizionalmente i primi di gennaio con la conseguente partecipazione al Hallenmasters, un torneo di calcio indoor che si svolge annualmente a Winterthur. Giunto alla sua, forse, ultima edizione, vede l'FCW piazzarsi al 3º posto dimostrando, secondo l'opinione del Landbote, un «buon rendimento».. A causa di motivi finanziari, la società rinunciò, per la prima volta dopo un decennio, al ritiro in Turchia e decise di condurre un semplice evento di squadra nel Montafon in Austria. Questa scelta fu optata dopo non aver trovato un avversario in un eventuale ritiro in Ticino.
Sul fronte mercato venne semplicemente perfezionato il prestito fino al termine della stagione di Ramon Cecchini, proveniente dal Vaduz.
Tuttavia, anche nel girone di ritorno, la squadra continuò a non brillare e offrire un rendimento al di sotto delle aspettative, cosa che la mantenne sempre a metà classifica. Il campionato perse in seguito tutto il suo fascino quando la commissione disciplinare della Swiss Football League decise di escludere il Bienne dalla competizione per inadempienze finanziarie. Le due partite della seconda fase disupate dai Seeländer vennero entrambe annullate e disposta la retrocessione d'ufficio. Il Winterthur chiuse la stagione a quota 43 punti in 34 partite, 18 dei quali nel girone di ritorno. Nell'ultimo impegno casalingo venne salutato il beniamino Patrick Bengondo, al quale l'allenatore Christ decise di non rinnovare il contratto in scadenza. Lasciarono altrettanto la società Ramon Cecchini, Claudio Holenstein, Marco Köfler, Musa Araz e Christian Fassnacht. Quanto all'analisi di stagione, tratta da un blog di tifosi, fu evidente che anche nel girone di ritorno l'FCW non abbia «complessivamente soddisfatto le aspettative» e mancato della costanza necessaria. Secondo il quotidiano cittadino Der Landbote risultava necessario un «mutamento radicale» per ritrovare la mentalità da vincente.

## Maglie e sponsor
Il fornitore ufficiale di materiale tecnico per la stagione 2015-2016 è Gpard, mentre lo sponsor di maglia è Keller AG für Druckmesstechnik.
| 1ª divisa | 2ª divisa |

## Rosa
Rosa, numerazioni e ruoli, tratti dal sito web della Associazione Svizzera di Football (SFL), aggiornati al 29 luglio 2016.
| N. |                       | Ruolo | Calciatore          |
| -- | --------------------- | ----- | ------------------- |
| 1  | Svizzera (bandiera)   | P     | Matthias Minder     |
| 4  | Svizzera (bandiera)   | D     | Sead Hajrović       |
| 5  | Svizzera (bandiera)   | D     | Guillaume Katz      |
| 6  | Svizzera (bandiera)   | D     | Michel Avanzini     |
| 7  | Turchia (bandiera)    | C     | Tunahan Cicek       |
| 8  | Svizzera (bandiera)   | C     | Claudio Holenstein  |
| 9  | Camerun (bandiera)    | A     | Patrick Bengondo    |
| 11 | Portogallo (bandiera) | A     | João Paiva          |
| 13 | Svizzera (bandiera)   | C     | Gianluca D'Angelo   |
| 14 | Svizzera (bandiera)   | D     | Patrik Schuler      |
| 15 | Svizzera (bandiera)   | D     | Dennis Iapichino    |
| 16 | Svizzera (bandiera)   | A     | Christian Fassnacht |
| 17 | Austria (bandiera)    | D     | Marco Köfler        |
| 18 | Svizzera (bandiera)   | P     | Yannick Bünzli      |

| N. |                     | Ruolo | Calciatore         |
| -- | ------------------- | ----- | ------------------ |
| 19 | Svizzera (bandiera) | C     | Musa Araz          |
| 20 | Svizzera (bandiera) | C     | Sandro Foschini    |
| 21 | Svizzera (bandiera) | D     | Marco Mangold      |
| 22 | Svizzera (bandiera) | C     | Stefano Milani     |
| 23 | Svizzera (bandiera) | D     | Jan Elvedi         |
| 24 | Svizzera (bandiera) | A     | Genc Krasniqi      |
| 25 | Svizzera (bandiera) | D     | Gianluca Calbucci  |
| 26 | Svizzera (bandiera) | P     | David von Ballmoos |
| 27 | Svizzera (bandiera) | D     | Tobias Schättin    |
| 28 | Svizzera (bandiera) | D     | Tiziano Lanza      |
| 29 | Svizzera (bandiera) | C     | Ramon Cecchini     |
| 30 | Svizzera (bandiera) | C     | Marco Trachsler    |
| 31 | Svizzera (bandiera) | A     | Simon Mesonero     |

## Calciomercato
| Acquisti | Acquisti           | Acquisti         | Acquisti       |
| -------- | ------------------ | ---------------- | -------------- |
| C        | Musa Araz          | Basilea          | prestito       |
| C        | Michel Avanzini    | Servette         | svincolato     |
| P        | Yannick Bünzli     | Winterthur U21   | proprio vivaio |
| D        | Ramon Cecchini     | Vaduz            | prestito       |
| C        | Sandro Foschini    | Aarau            | svincolato     |
| C        | Claudio Holenstein | Lucerna          | prestito       |
| D        | Guillaume Katz     | Losanna          | svincolato     |
| C        | Tiziano Lanza      | Winterthur U21   | proprio vivaio |
| C        | Marco Mangold      | Thun             | svincolato     |
| C        | Marco Trachsel     | Grasshoppers U21 | prestito       |
| P        | David von Ballmoos | Young Boys       | prestito       |

| Cessioni | Cessioni            | Cessioni                  | Cessioni                      |
| -------- | ------------------- | ------------------------- | ----------------------------- |
| D        | Manuel Akanji       | Basilea                   | definitivo (0,7 milioni di €) |
| D        | Patrik Baumann      | YF Juventus               | svincolato                    |
| A        | Mario Budimir       | Rapperswil-Jona           | svincolato                    |
| D        | Stefan Iten         | Uster                     | svincolato                    |
| A        | Antonino Marchesano | Bienne                    | svincolato                    |
| D        | Paulo Menezes       | non conosciuta (bandiera) | svincolato                    |
| P        | David Moser         | Thun                      | fine prestito                 |
| C        | Kristian Nushi      | Tuggen                    | svincolato                    |
| A        | Amin Thigazoui      | non conosciuta (bandiera) | svincolato                    |

## Risultati

### Challenge League

#### Girone di andata
| Arbitro: | San |

|             |           |                        |
| Schuler 13’ | Marcatori | 10’ Vasquez 35’ Audino |

| Arbitro: | Tschudi |

|                                                          |           |               |
| Corbaz 3’ Kololli 21’, 90’ Marchesano 68’ (rig.) Pak 78’ | Marcatori | 89’ Fassnacht |

| Winterthur 3 agosto 2015, ore 19:45 CEST 3ª giornata | Winterthur | 0 – 0 referto | Wohlen | Schützenwiese (3 400 spett.)\| Arbitro: \| Tschudi \| |
| Arbitro:                                             | Tschudi    |               |        |                                                       |

| Arbitro: | Schnyder |

|           |           |                        |
| Tadic 69’ | Marcatori | 25’ Bengondo 45’ Paiva |

| Arbitro: | Fähndrich |

|             |           |                          |
| Lüscher 76’ | Marcatori | 11’ Mangold 43’ Bengondo |

| Arbitro: | Jancevski |

|  |           |            |
|  | Marcatori | 90+4’ Roux |

| Arbitro: | Jaccottet |

|                     |           |                     |
| Cicek 73’ Paiva 74’ | Marcatori | 8’ Pimenta 90’ Tall |

| Arbitro: | Klossner |

|              |           |  |
| Di Nardo 11’ | Marcatori |  |

| Arbitro: | Superczynski |

|                                      |           |                       |
| Fassnacht 12’ Cicek 54’ Bengondo 74’ | Marcatori | 44’ (rig.) Cortelezzi |

| Wil 28 settembre 2015, ore 19:45 CEST 10ª giornatata | Wil       | 0 – 0 referto | Winterthur | IGP Arena (1 870 spett.)\| Arbitro: \| Jaccottet \| |
| Arbitro:                                             | Jaccottet |               |            |                                                     |

| Arbitro: | Schnyder |

|  |           |                        |
|  | Marcatori | 61’ Cicek 74’ Trachsel |

| Arbitro: | Superczynski |

|             |           |               |
| D'Angelo 1’ | Marcatori | 61’ Carlinhos |

| Arbitro: | Musa |

|                      |           |  |
| Fejzulahi 55’ (rig.) | Marcatori |  |

| Arbitro: | Schärer |

|                           |           |  |
| Holenstein 57’ Köfler 88’ | Marcatori |  |

| Arbitro: | Pache |

|  |           |                   |
|  | Marcatori | 46’ Tadic 90’ Gül |

| Arbitro: | Musa |

|                                     |           |                         |
| Abegglen 6’ Geissmann 21’ Bürgy 67’ | Marcatori | 45’ Paiva 62’ Fassnacht |

| Arbitro: | Pache |

|                      |           |                                           |
| Regazzoni 31’ (rig.) | Marcatori | 64’ Holenstein 87’ Bengondo 93’ Fassnacht |

| Arbitro: | Ovcharov |

|                |           |  |
| Holenstein 73’ | Marcatori |  |

#### Girone di ritorno
| Arbitro: | Jancevski |

|           |           |                                 |
| Paiva 67’ | Marcatori | 3’ Ramizi 35’ Ianu 88, 90’ Graf |

| Arbitro: | Musa |

|  |           |              |
|  | Marcatori | 8’ Fassnacht |

| Arbitro: | Tschudi |

|              |           |  |
| D'Angelo 59’ | Marcatori |  |

| Arbitro: | Schärli |

|                |           |  |
| Senger 40, 86’ | Marcatori |  |

| Arbitro: | Musa |

|                 |           |  |
| Pimenta 55, 79’ | Marcatori |  |

| Arbitro: | Bieri |

|                                  |           |                      |
| D'Angelo 29’ Foschini 72’ (rig.) | Marcatori | 79’ Lavanchy 86’ Pak |

| Arbitro: | Erlachner |

|                |           |                        |
| Mihajlović 73’ | Marcatori | 41’ Paiva 75’ Bengondo |

| Arbitro: | Dudic |

|               |           |                    |
| Fassnacht 33’ | Marcatori | 71’ Roux 89’ Ylmaz |

| Arbitro: | Fähndrich |

|                                       |           |  |
| Rossini 53’ Perrier 72’ Carlinhos 86’ | Marcatori |  |

| Arbitro: | Tschudi |

|                  |           |                   |
| Gül 5’ Mujic 22’ | Marcatori | 40’, 93’ Bengondo |

| Arbitro: | Ovcharov |

|                        |           |             |
| Cicek 56’ D'Angelo 69’ | Marcatori | 32’ Pimenta |

| Arbitro: | Schärli |

|  |           |                      |
|  | Marcatori | 26’ Milani 54’ Cicek |

| Arbitro: | Hänni |

|  |           |                          |
|  | Marcatori | 60’ Josipovic 86’ Lieder |

| Arbitro: | Tschudi |

|                   |           |               |
| Roux 4’ Norbe 87’ | Marcatori | 93’ Fassnacht |

| Arbitro: | Roth |

|  |           |                                   |
|  | Marcatori | 42’ Doudin 58’ (rig.), 67’ Veloso |

| Winterthur 16 maggio 2016, ore 18:00 CEST 34ª giornata | Winterthur | 0 – 0 referto | Bienne | Schützenwiese |

| Arbitro: | Jancevski |

|            |           |                                            |
| Mendez 88’ | Marcatori | 14’ Cicek 50’, 64’ Fassnacht 57’ Trachsler |

| Winterthur 27 maggio 2016, ore 19:45 CEST 36ª giornata | Winterthur  | 0 – 0 referto | Chiasso | Schützenwiese (3 000 spett.)\| Arbitro: \| Horisberger \| |
| Arbitro:                                               | Horisberger |               |         |                                                           |

### Coppa Svizzera

#### Trentaduesimi di finale
| Arbitro: | Dudic |

|  |           |           |
|  | Marcatori | 67’ Paiva |

#### Sedicesimi di finale
| Arbitro: | Gut |

|                                            |                      |                                            |
| Bengondo 118’                              | Marcatori            | 120+2’ Kololli                             |
| Katz Schuler Cicek Foschini Paiva Bengondo | Tiri di rigore 5 – 4 | Ferati Corbaz Kololli Brunner Kamber Hayoz |

#### Ottavi di finale
| Arbitro: | Hänni |

|  |           |                     |
|  | Marcatori | 35’ Rey 68’ Tosetti |

## Statistiche

### Statistiche di squadra
| Competizione     | Punti | In casa | In casa | In casa | In casa | In casa | In casa | In trasferta | In trasferta | In trasferta | In trasferta | In trasferta | In trasferta | Totale | Totale | Totale | Totale | Totale | Totale | DR  |
| Competizione     | Punti | G       | V       | N       | P       | Gf      | Gs      | G            | V            | N            | P            | Gf           | Gs           | G      | V      | N      | P      | Gf     | Gs     | DR  |
| ---------------- | ----- | ------- | ------- | ------- | ------- | ------- | ------- | ------------ | ------------ | ------------ | ------------ | ------------ | ------------ | ------ | ------ | ------ | ------ | ------ | ------ | --- |
| Challenge League | 43    | 17      | 5       | 5       | 7       | 17      | 23      | 17           | 7            | 2            | 8            | 23           | 26           | 34     | 12     | 7      | 15     | 40     | 49     | -9  |
| Coppa Svizzera   | -     | 2       | 0       | 1       | 1       | 1       | 3       | 1            | 1            | 0            | 0            | 1            | 0            | 3      | 1      | 1      | 1      | 2      | 3      | -1  |
| Totale           | 43    | 19      | 5       | 6       | 8       | 18      | 26      | 18           | 8            | 2            | 8            | 24           | 26           | 37     | 13     | 8      | 16     | 42     | 52     | -10 |

### Andamento in campionato
| Giornata  | 1  | 2  | 3  | 4 | 5 | 6 | 7 | 8 | 9 | 10 | 11 | 12 | 13 | 14 | 15 | 16 | 17 | 18 | 19 | 20 | 21 | 22 | 23 | 24 | 25 | 26 | 27 | 28 | 29 | 30 | 31 | 32 | 33 | 34 | 35 | 36 |
| --------- | -- | -- | -- | - | - | - | - | - | - | -- | -- | -- | -- | -- | -- | -- | -- | -- | -- | -- | -- | -- | -- | -- | -- | -- | -- | -- | -- | -- | -- | -- | -- | -- | -- | -- |
| Luogo     | C  | T  | C  | T | T | C | C | T | C | T  | T  | C  | T  | C  | C  | T  | T  | C  | C  | T  | C  | T  | T  | C  | T  | C  | T  | T  | C  | T  | T  | T  | C  | C  | T  | C  |
| Risultato | P  | P  | N  | V | V | P | N | P | V | P  | V  | N  | P  | V  | P  | P  | V  | V  | P  | A  | V  | P  | P  | N  | V  | P  | P  | N  | V  | V  | P  | P  | P  | A  | V  | N  |
| Posizione | 10 | 10 | 10 | 7 | 5 | 6 | 6 | 9 | 8 | 7  | 5  | 5  | 7  | 5  | 8  | 9  | 5  | 3  | 5  | 5  | 4  | 4  | 5  | 5  | 5  | 5  | 5  | 5  | 5  | 5  | 5  | 5  | 6  | 6  | 6  | 6  |

Fonte:  Saison-Archiv Challenge League – Detailrangliste, su sfl.ch, SFL. URL consultato il 28 febbraio 2017 (archiviato dall'url originale il 24 dicembre 2015).
Legenda:

Luogo: C = Casa; T = Trasferta. Risultato: V = Vittoria; N = Pareggio; P = Sconfitta.

### Statistiche dei giocatori
| Giocatore       | Challenge League | Challenge League | Challenge League | Challenge League | Coppa Svizzera | Coppa Svizzera | Coppa Svizzera | Coppa Svizzera | Totale   | Totale | Totale      | Totale     |
| Giocatore       | Presenze         | Reti             | Ammonizioni      | Espulsioni       | Presenze       | Reti           | Ammonizioni    | Espulsioni     | Presenze | Reti   | Ammonizioni | Espulsioni |
| --------------- | ---------------- | ---------------- | ---------------- | ---------------- | -------------- | -------------- | -------------- | -------------- | -------- | ------ | ----------- | ---------- |
| M. Araz         | 20               | 0                | 5                | 1                | 2              | 0              | 1              | 0              | 22       | 0      | 6           | 1          |
| M. Avanzini     | 10               | 0                | 4                | 0                | 0              | 0              | 0              | 0              | 10       | 0      | 4           | 0          |
| P. Bengondo     | 31               | 7                | 2                | 0                | 3              | 1              | 0              | 0              | 34       | 8      | 2           | 0          |
| Y. Bünzli       | 0                | 0                | 0                | 0                | 0              | 0              | 0              | 0              | 0        | 0      | 0           | 0          |
| G. Calbucci     | 4                | 0                | 1                | 0                | 0              | 0              | 0              | 0              | 4        | 0      | 1           | 0          |
| T. Cicek        | 10               | 0                | 4                | 0                | 3              | 0              | 0              | 0              | 13       | 0      | 4           | 0          |
| G. D'Angelo     | 28               | 4                | 1                | 0                | 0              | 0              | 0              | 0              | 28       | 4      | 1           | 0          |
| J. Elvedi       | 14               | 0                | 3                | 0                | 1              | 0              | 0              | 0              | 15       | 0      | 3           | 0          |
| C. Fassnacht    | 34               | 9                | 6                | 0                | 3              | 0              | 0              | 0              | 37       | 9      | 6           | 0          |
| A. Fejzulai     | 0                | 0                | 0                | 0                | 0              | 0              | 0              | 0              | 0        | 0      | 0           | 0          |
| S. Foschini     | 34               | 1                | 1                | 1                | 2              | 0              | 0              | 0              | 36       | 1      | 1           | 1          |
| S. Hajrovic     | 34               | 0                | 6                | 0                | 3              | 0              | 0              | 0              | 37       | 0      | 6           | 0          |
| C. Holenstein   | 16               | 3                | 2                | 0                | 3              | 0              | 0              | 0              | 19       | 3      | 2           | 0          |
| D. Iapichino    | 19               | 0                | 0                | 0                | 2              | 0              | 0              | 0              | 21       | 0      | 0           | 0          |
| João Paiva      | 28               | 5                | 1                | 0                | 3              | 1              | 1              | 0              | 31       | 6      | 2           | 0          |
| G. Katz         | 22               | 0                | 8                | 0                | 2              | 0              | 1              | 0              | 24       | 0      | 9           | 0          |
| G. Kransiqi     | 14               | 0                | 2                | 0                | 1              | 0              | 0              | 0              | 15       | 0      | 2           | 0          |
| M. Köfler       | 16               | 1                | 1                | 0                | 2              | 0              | 0              | 0              | 18       | 1      | 1           | 0          |
| T. Lanza        | 2                | 0                | 0                | 0                | 1              | 0              | 0              | 0              | 3        | 0      | 0           | 0          |
| M. Mangold      | 24               | 1                | 9                | 0                | 2              | 0              | 2              | 0              | 26       | 1      | 11          | 0          |
| S. Mesonero     | 0                | 0                | 0                | 0                | 0              | 0              | 0              | 0              | 0        | 0      | 0           | 0          |
| S. Milani       | 8                | 1                | 2                | 0                | 0              | 0              | 0              | 0              | 8        | 1      | 2           | 0          |
| M. Minder       | 5                | 0                | 0                | 1                | 3              | 0              | 0              | 0              | 8        | 0      | 0           | 1          |
| T. Schättin     | 4                | 0                | 1                | 0                | 0              | 0              | 0              | 0              | 4        | 0      | 1           | 0          |
| P. Schuler      | 34               | 1                | 7                | 0                | 2              | 0              | 0              | 0              | 36       | 1      | 7           | 0          |
| M. Trachsler    | 15               | 2                | 2                | 0                | 3              | 0              | 0              | 0              | 18       | 2      | 2           | 0          |
| D. Von Ballmoos | 31               | 0                | 3                | 0                | 0              | 0              | 0              | 0              | 31       | 0      | 3           | 0          |